# Moneke

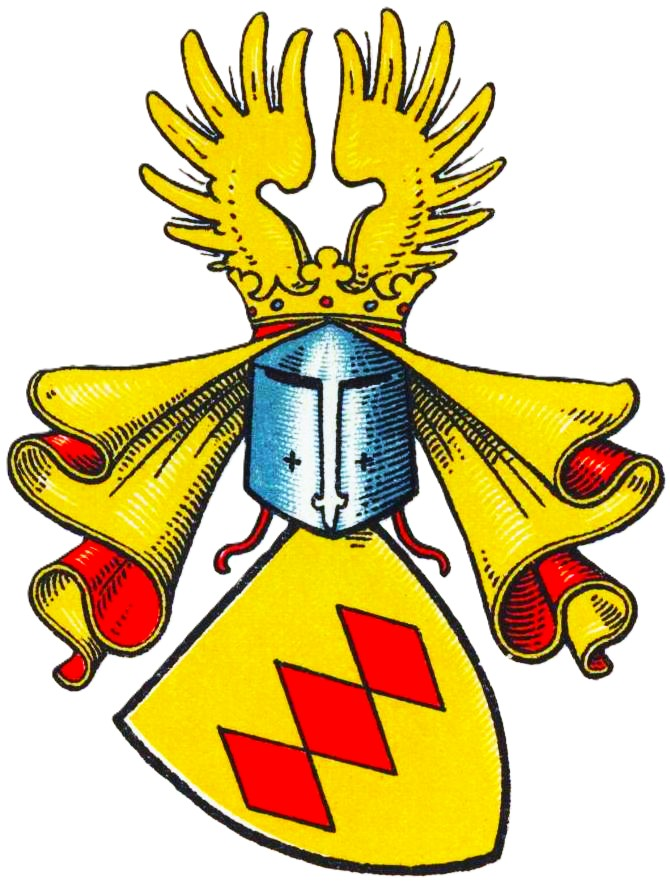
Wappen der Monike im Wappenbuch des Westfälischen Adels

Moneke (auch Monike o. ä.) ist der Name eines im 16. Jahrhundert erloschenen westfälischen Adelsgeschlechts.

## Geschichte
Das Geschlecht stammt aus dem östlichen Münsterland. Es war u. a. zu Enniger begütert.
1417 schwor Johann Moneke dem Grafen Claus zu Tecklenburg Urfehde und besiegelte die Urkunde mit dem Weckenwappen. 1448 verkauften Hinrich Moneke und seine Frau Locke eine Rente aus ihrem Gut Hennenbergh im Kirchspiel Walstedde. Unter den Urkundenzeugen findet sich auch ein Johann Moneke zu Enniger, des verstorbenen Johann Monekes Sohn.
1463 war ein Johann Moneke Gograf zu Telgte. 1489 ließ Godike Swartte den Hof tor Geist (Hof Schulze-Tergeist) im Kirchspiel Sendenhorst für seinen Schwager Hinrich Moneke zu Enniger, ab 1472 Gograf zu Telgte, und dessen Ehefrau Helleke Swarte auf. Letztere wurden daraufhin vom Münsteraner Bischof Heinrich XXVII. von Schwarzburg mit dem Hof belehnt. 1499 erscheint dieselbe Hellike mit ihrem Sohn Johann Moneke. Sie verkauften eine Rente aus ihrem freieigenen Gut Osthues im Kirchspiel Walstedde. Als Bürge trat Diderick van den Berge auf. Letzterer wiederum war laut Max von Spießen bereits ab 1497 mit der letzten Erbtochter der Familie, Anna Moneke, einer Schwester des genannten Johann Moneke, verheiratet. Die alten Münsteraner Lehen der Moneke, d. h. der Hof tor Stege (Hof Schulze-zur Stiege) im Kirchspiel Milte in der Ostbauerschaft, der Arninghove im Kirchspiel Ennigerloh in der Bauerschaft Hoest, das Burglehen zu Sassenberg und der Hof tor Geist im Kirchspiel Sendenhorst, fielen dadurch 1520 nach dem Tod von Johann Moneke (urkundlich bis 1513) an die von dem Berge.

## Wappen
Blasonierung: In Gold drei rote Wecken nebeneinander. Auf dem gekrönten Helm mit rot-goldenen Helmdecken ein offener goldener Flug.
Hinrich Moneke zu Ahlen führte 1485 als Beizeichen rechts oben im Schild einen Stern.